# Wawelia octospora
Wawelia octospora är en svampart som beskrevs av Minter & J. Webster 1983. Wawelia octospora ingår i släktet Wawelia och familjen kolkärnsvampar.   Inga underarter finns listade i Catalogue of Life.